# SOS – Hills End antwortet nicht
„SOS – Hills End antwortet nicht“ ist der Titel einer sechsteiligen australischen Fernsehserie, die 1988 nach dem Roman von Ivan Southall produziert wurde.

## Handlung

### Episodentitel
- 1. Der große Streit
- 2. Der schreckliche Sturm
- 3. Der reißende Fluss
- 4. Das zerstörte Dorf
- 5. Der wilde Stier
- 6. Das Wiedersehen

Hills End ist eine kleine Stadt im australischen Busch, die viele Tage von der nächsten Großstadt entfernt ist. Jährlich nähert sich ein Picknick der Erwachsenen, bei denen auch der knapp 14-jährige Adrian Fiddler seinem Vater, dem Sägewerkbesitzer Ben Fiddler, begleiten darf.
Doch kurz davor hat Adrian einen erbitterten Streit mit seinem Klassenkameraden Paul Mace; Adrian schlägt Paul sogar. Infolgedessen verbietet Mr. Fiddler Adrian die Teilnahme am Picknick und lässt ihn zur Strafe mit der Klassenlehrerin Miss Godwin und sechs weiteren Kindern, darunter auch Paul einen Tagesausflug zu den Berghöhlen unternehmen.
Die Erwachsenen machen sich bald darauf auch auf den Weg und verlassen Hills End – nichts ahnend, dass die Stadt in wenigen Stunden von einem Sturm heimgesucht wird, der die Stadt zerstört.
Die Kinder, die bald darauf Miss Godwin verlieren, kehren, nachdem sie in den Höhlen den Sturm überlebt haben, in die komplett verwüstete Stadt zurück. Hier müssen sie versuchen, nicht nur entgegen allen Differenzen zusammenzuarbeiten, sondern auch Kontakt zur Außenwelt herzustellen.
Denn selbst Ben Fiddler versucht aus Stanley, einer nahe gelegenen Stadt, per Telefon nach Hills End durch zu kommen – doch niemand antwortet.

## Hintergrund
Obwohl die jugendlichen Hauptdarsteller heute wieder ihr Privatleben führen, ist zumindest John Noble („Der Herr der Ringe“) heute einer der bekannteren Darsteller.
Die Städtenamen Stanley und Hills End sind übrigens fiktiv.

## Darsteller
- Madge Ryan: Miss Godwin
- John Noble: Ben Fiddler
- Peter Gwynne: Frank Tobias
- Clayton Williamson Adrian Fiddler
- Jason Degiorgio: Paul Mace
- Emma Fowler: Gussie Mace
- Katherine Cullen: Frances McLeod
- Caitlin Procter: Maisie Johnson
- Haydon Samuels: Harvey Collins
- Keith Eisenhuth: Butch Buchanan